# Moiré polaire
Pour les articles homonymes, voir Moiré.
Erebia polaris
Espèce
Le moiré polaire est un lépidoptère appartenant à la famille des Nymphalidae, à la sous-famille des Satyrinae et au genre Erebia.

## Dénomination
Erebia polaris a été nommé par Otto Staudinger en 1871.
Certains auteurs en font une simple sous-espèce du Moiré franconien Erebia medusa (Denis & Schiffermüller, 1775).

### Noms vernaculaires
Le Moiré polaire se nomme Arctic Woodland Ringlet en anglais.

## Description
Le Moiré polaire est un petit papillon, d'une envergure de 18 à 22 mm, marron avec deux ocelles cernés d'orange à l'apex de l'aile antérieure, parfois deux autres souvent absents chez le mâle et sur l'aile postérieure jusqu'à quatre ocelles cernés d'orange. Son revers est identique avec au niveau des ailes postérieures une bande postmédiane marron clair marquée par les ocelles, très visible chez la femelle.

### Chenille
Les œufs jaunes marbrés de brun pondus isolément donnent des chenilles couleur paille verdâtre et des papillons en deux ans.
La chrysalide est brun clair.

## Biologie

### Période de vol et hivernation
Il vole en une seule génération en juin et juillet.

### Plantes hôtes
Les plantes hôtes des chenilles sont des graminées dont Festuca ovina, Poa palustris et Milium effusum.

## Écologie et distribution
Le Moiré polaire est présent en Scandinavie arctique (Norvège et Finlande), en Sibérie arctique et en Yakoutie.

### Biotope
Le Moiré polaire est un papillon des prairies escarpées près des bois de bouleaux